# Episodi di Unicorn: Warriors Eternal
La prima stagione della serie animata Unicorn: Warriors Eternal, composta da 10 episodi, viene trasmessa negli Stati Uniti, da Adult Swim, dal 5 maggio al 30 giugno 2023.
In Italia la serie è inedita.
| nº | Titolo originale         | Prima TV USA   |
| -- | ------------------------ | -------------- |
| 1  | The Awakening            | 5 maggio 2023  |
| 2  | The Awakening            | 5 maggio 2023  |
| 3  | A Fateful Encounter      | 12 maggio 2023 |
| 4  | What Lies Beneath        | 19 maggio 2023 |
| 5  | The Past Within          | 26 maggio 2023 |
| 6  | The Mystery of Secrets   | 2 giugno 2023  |
| 7  | The Heart of Kings       | 9 giugno 2023  |
| 8  | Darkness Before the Dawn | 16 giugno 2023 |
| 9  | A Love's Last Light      | 23 giugno 2023 |
| 10 | End of the Beginning     | 30 giugno 2023 |

## The Awakening
- Titolo originale: The Awakening
- Diretto da: Genndy Tartakovsky
- Scritto da: Darrick Bachman e Genndy Tartakovsky

### Trama

#### The Awakening
Una giovane ragazza di nome Emma, inconsapevolmente infusa di abilità magiche, scopre di far parte di un gruppo di eroi destinati a combattere un male soprannaturale nel tempo.

#### The Awakening, Part 2
Melinda e Copernicus cercano i restanti eroi di Unicorn mentre il male soprannaturale scatena una forza sinistra per fermarli.
- Ascolti USA: telespettatori 232.000 – rating/share 18-49 anni (pt. 1);[2] telespettatori 191.000 – rating/share 18-49 anni (pt. 2).[2]